# Mona Elwassimy
Mona Elwassimy est une joueuse allemande de volley-ball née le 7 février 1990 à Munich. Elle mesure 1,80 m et joue au poste de passeuse. 

## Clubs
| Club                  | De        | À         |
| --------------------- | --------- | --------- |
| TS Jahn München       |           | 2002-2003 |
| SV Lohhof             | 2003-2004 | 2007-2008 |
| VC Stuttgart          | 2008-2009 | 2010-2011 |
| Rote Raben Vilsbiburg | 2011-2012 | 2011-2012 |
| Allgäu Team Sonthofen | 2013-2014 | 2013-2014 |
| Köpenicker SC         | 2014-2015 | 2014-2015 |
| Rote Raben Vilsbiburg | 2015-2016 | …         |

## Palmarès
- Coupe d'Allemagne
  - Vainqueur :2011.